# 舟曲行政委员会
舟曲行政委员会，中国旧行政区划名。
1954年以西固县、岷县、武都县三县析置（县级），治所在今甘肃省舟曲县。1955年撤销，改设舟曲县。